# Karl Willgren
Karl Salomon Willgren, född 8 juni 1865 i Tammerfors, död 30 januari 1947 i Helsingfors, var en finländsk jurist.
Willgren blev juris kandidat 1889 och juris doktor 1892, var 1893–1902 biträdande finanskamrerare i Senaten och var även därefter flera gånger ombetrodd med arbeten i Finansministeriet. År 1899 blev han adjunkt vid Helsingfors universitet i nationalekonomi, finanslära och statistik samt var 1922–32 professor i förvaltningsrätt. 
Willgren utövade särdeles flitig skriftställarverksamhet, i synnerhet i "Juridiska föreningens tidskrift" och Ekonomiska samfundets publikationer. Av hans övriga skrifter kan nämnas de akademiska avhandlingarna Om rätt att idka gårdfarihandel enligt finsk förvaltningsrätt (1891), Statistikens grunder (I–II, 1905–07), Finlands finansrätt (1906, andra utökade upplagan 1932), Landtbrukets nationalekonomi (1918), Förvaltningsrättens allmänna läror (I–III, 1924–25), Finlands sjöfarts- och tullrätt (1928), Suomen talousoikeus (1930) och Den historiska utvecklingen av Finlands förvaltningsrätt (1934).